# بوبو سولاندير
بوبو سولاندير (بالسويدية: Bobo Sollander)‏ (26 يونيو 1985 بالسويد - ) هو لاعب كرة قدم سويدي في مركز الدفاع. لعب مع نادي أوسترسوند.

## وصلات خارجية
- بوبو سولاندير على موقع اتحاد السويد (السويدية)
- بوبو سولاندير على موقع قاعدة بيانات كرة القدم.إي يو (الإنجليزية)
- بوبو سولاندير على موقع Soccerway.com (الإنجليزية)